# Harold J. Arthur

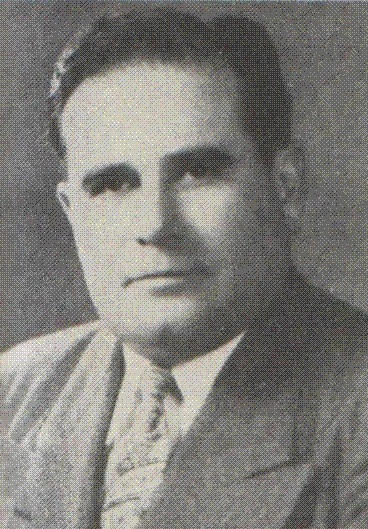
Harold J. Arthur

Harold John Arthur (* 9. Februar 1904 in Whitehall, New York; † 19. Juli 1971 in Plattsburgh, New York) war ein US-amerikanischer Politiker und von 1950 bis 1951 Gouverneur des Bundesstaates Vermont.

## Frühe Jahre
Harold Arthur besuchte bis 1922 das Albany Business College. Danach arbeitete er in Vermont als Angestellter bei der Brandon National Bank und führte einen Laden. Außerdem war er im Vorstand der Handelskammer von Brandon. Zwischen 1927 und 1929 gehörte er dem Beraterstab von Gouverneur John E. Weeks an. Danach war er bis 1934 Leiter des Bundesarbeitsamtes in Vermont (US Employment Service). Als Nächstes wurde er von dem Staatsanwalt und späteren  US-Senator Warren Austin als Stenograph eingestellt. In dieser Zeit studierte er auch an der La Salle Extension University in Chicago Jura. Arthur war auch Friedensrichter in Burlington.

## Politische Laufbahn
Harold Arthur war Mitglied der Republikanischen Partei und Vorsitzender der Jugendorganisation dieser Partei in Vermont. Seit 1928 gehörte er der Nationalgarde dieses Staates an. Während des Zweiten Weltkriegs war er mit einer Division aus Vermont im pazifischen Raum eingesetzt. Dort war er Militärstaatsanwalt. Von 1931 bis 1939 war Arthur in der Verwaltung des Repräsentantenhauses von Vermont angestellt. Zwischen 1939 und 1949 war er dort als Parlamentarier tätig. Dieses Mandat wurde allerdings durch seine Militärzeit während des Krieges unterbrochen. Im Jahr 1948 wurde Harold Arthur zum neuen Vizegouverneur von Vermont gewählt. Nach dem Rücktritt von Gouverneur Ernest Gibson, der zum Bundesrichter ernannt worden war, musste Arthur entsprechend der Staatsverfassung dessen Amtszeit beenden. Damit war er zwischen dem 16. Januar 1950 und dem 4. Januar 1951 ein knappes Jahr lang Gouverneur von Vermont. Arthur hat sich nicht um eine eigene Amtszeit als Gouverneur beworben; stattdessen kandidierte er 1958 innerhalb seiner Partei erfolglos um die Nominierung für einen Sitz im US-Kongress.

## Weiterer Lebenslauf
In den folgenden Jahren war Harold Arthur Mitglied zahlreicher Aufsichtsräte und Vereinigungen. Er starb im Juli 1971 und wurde in Burlington beigesetzt. Mit seiner Frau Mary C. Alafat hatte er ein Kind.